# Bouzy-la-Forêt
Bouzy-la-Forêt – miejscowość i gmina we Francji, w Regionie Centralnym, w departamencie Loiret.
Według danych na rok 1990 gminę zamieszkiwało 766 osób, a gęstość zaludnienia wynosiła 20 osób/km² (wśród 1842 gmin Regionu Centralnego Bouzy-la-Forêt plasuje się na 507. miejscu pod względem liczby ludności, natomiast pod względem powierzchni na miejscu 195.).